# よく眠れる森のレストラン アナタのココロをおもてなし
『よく眠れる森のレストラン アナタのココロをおもてなし』（よくねむれるもりのレストラン あなたのココロをおもてなし）は、NHK BSプレミアムで、2012年8月29日の23:15 - 23:45に放送されたテレビドラマ。主演は戸次重幸。

## 概要
心理学者の植木理恵が解説する、カウンセリング・ドラマ。レストランを舞台に、風変りな3人の給仕、サノ・ドクトル・ルイスが、心理学のノウハウを駆使して、浮気をしていると思いこみ悩んでいる女性のココロを癒すという内容。

## 出演
- サノ：戸次重幸（TEAM NACS）
- ドクトル：六角精児
- ルイス：栗原類
- 女性：西原亜希
- 野村修一
- 心理学解説：植木理恵

## スタッフ
- 脚本：ひかわかよ
- 演出：樋口徹
- 音響効果：塚田益章
- リサーチャー：三浦香
- 取材：野口雄大
- 記録：近岡多恵子
- 撮影技術：平田修久
- 照明：田部谷正俊
- 音声：塩瀬昌彦
- 編集：安部華子
- 美術：高田修司
- スタイリスト：生井江巳子
- メイク：熊谷波江
- CG制作：永井秀実
- 制作統括：田中雅之、中山ケイ子
- 制作・著作：フジクリエイティブコーポレーション（FCC）、NHK